# La Femme de mon mari (film, 1926)
Pour l’article homonyme, voir La Femme de mon mari.
Pour plus de détails, voir Fiche technique et Distribution.
La Femme de mon mari (Poker Faces) est un film américain réalisé par Harry A. Pollard, sorti en 1926.

## Fiche technique
- Titre : La Femme de mon mari
- Titre original : Poker Faces
- Réalisation : Harry A. Pollard
- Scénario : Melville W. Brown d'après une histoire d'Edgar Franklin
- Photographie : Charles Stumar
- Producteur : Carl Laemmle
- Société de production :  Universal Pictures
- Société de distribution : Universal Pictures
- Pays de production :  États-Unis
- Langue : film muet avec les intertitres en anglais
- Format : Noir et blanc — 35 mm — 1,33:1 — Muet
- Genre : Comédie[1]
- Durée : 80 minutes
- Date de sortie : 
  - États-Unis : 5 septembre 1926

## Distribution
- Edward Everett Horton : Jimmy Whitmore
- Laura La Plante : Betty Whitmore
- George Siegmann : George Dixon
- Tom Ricketts : Henry Curlew
- Tom O'Brien : Pug
- Dorothy Revier : femme de Pug
- Leon Holmes : Office Boy

## Statut du film
- Le film est conservé dans la George Eastman House Motion Picture Collection, la Bibliothèque du Congrès, et à l'UCLA Film and Television Archive[2].